# Sharm el-Sheij
Sharm el-Sheij (árabe: شرم الشيخ, Šarm al-Šaykh, pronunciado ˈʃɑɾm eʃˈʃeːx, «sharm eshej») es una ciudad de Egipto situada en el extremo meridional de la península del Sinaí, en la provincia de Janub Sina', y específicamente, entre la franja costera del mar Rojo y el monte Sinaí. Tenía 73 000 habitantes en 2015.

## Historia
En su origen fue un pequeño pueblo pesquero, que después se convirtió en una base naval egipcia, debido a su importante posición estratégica. Entre 1956 y 1957 fue ocupada por Israel y posteriormente entre 1967 y 1982, llamándola Mifratz Shlomo, «golfo de Salomón». Tras los acuerdos de Camp David, Israel devuelve a Egipto el Sinaí en dos fases, y Sharm el-Sheij con ella (1982).
Es famosa por ser el lugar de varias cumbres internacionales destinadas a promover la paz en el conflicto israelí-palestino. Fue sede de la Cumbre Antiterrorista en 1996. Allí la OLP y el gobierno de Israel firmaron el 4 de septiembre de 1999 el Memorando de Sharm el-Sheij, en el que se comprometieron a aplicar los diversos acuerdos firmados desde 1993 en el marco de los acuerdos de Oslo.  El 17 de octubre de 2000 una primera cumbre tuvo lugar en Sharm el-Sheij para intentar detener la Intifada de al-Aqsa. Finalmente, el 8 de febrero de 2005, una nueva cumbre entre el primer ministro israelí Ariel Sharon, el presidente de la Autoridad Palestina Mahmud Abbas, el presidente egipcio Hosni Mubarak y el rey Abdullah II de Jordania, logró un alto el fuego bilateral. En enero de 2009, tuvo lugar una conferencia internacional convocada a iniciativa de Egipto y Francia para afianzar el alto el fuego logrado en la Franja de Gaza tras la ofensiva israelí llamada Operación Plomo Fundido.
El 23 de julio de 2005 el movimiento de la tendencia de los Hermanos Musulmanes Brigadas Abdullah Azzam, lanzan un atentado terrorista contra los turistas de la ciudad en el que perdieron la vida más de ochenta personas y 150 heridos, en su mayoría egipcios, pero también británicos, italianos, israelíes, saudíes, holandeses, rusos, españoles y de otras nacionalidades.
El expresidente egipcio Hosni Mubarak, que renunció al poder el 11 de febrero de 2011, fue posteriormente internado en el hospital de Sharm el Sheij.
| Predecesor: Glasgow | Sede de las Conferencias de las Naciones Unidas sobre el cambio climático 2022 | Sucesor: Dubái |

## Nombre
Sharm El Sheikh (Bahía del Senior) es conocida como la «Ciudad de la Paz»; árabe egipcio: «Madinet EL-Salam», en referencia al gran número de Conferencias Internacionales de Paz que allí se han celebrado. Entre los egipcios y también entre muchos visitantes, el nombre de la ciudad se abrevia comúnmente a «Sharm» (árabe egipcio: [ʃɑɾm]), que es su nombre común en árabe egipcio. El nombre también se escribe a veces como «Sharm el-Cheikh» o «Sharm el-Sheik» en inglés.

## Geografía e historia

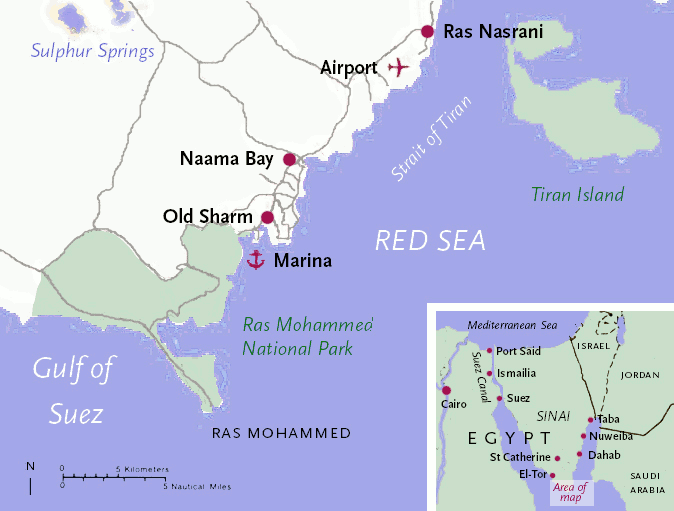
Sharm El Sheikh se encuentra en la costa egipcia del Mar Rojo, en el extremo sur de la península del Sinaí.

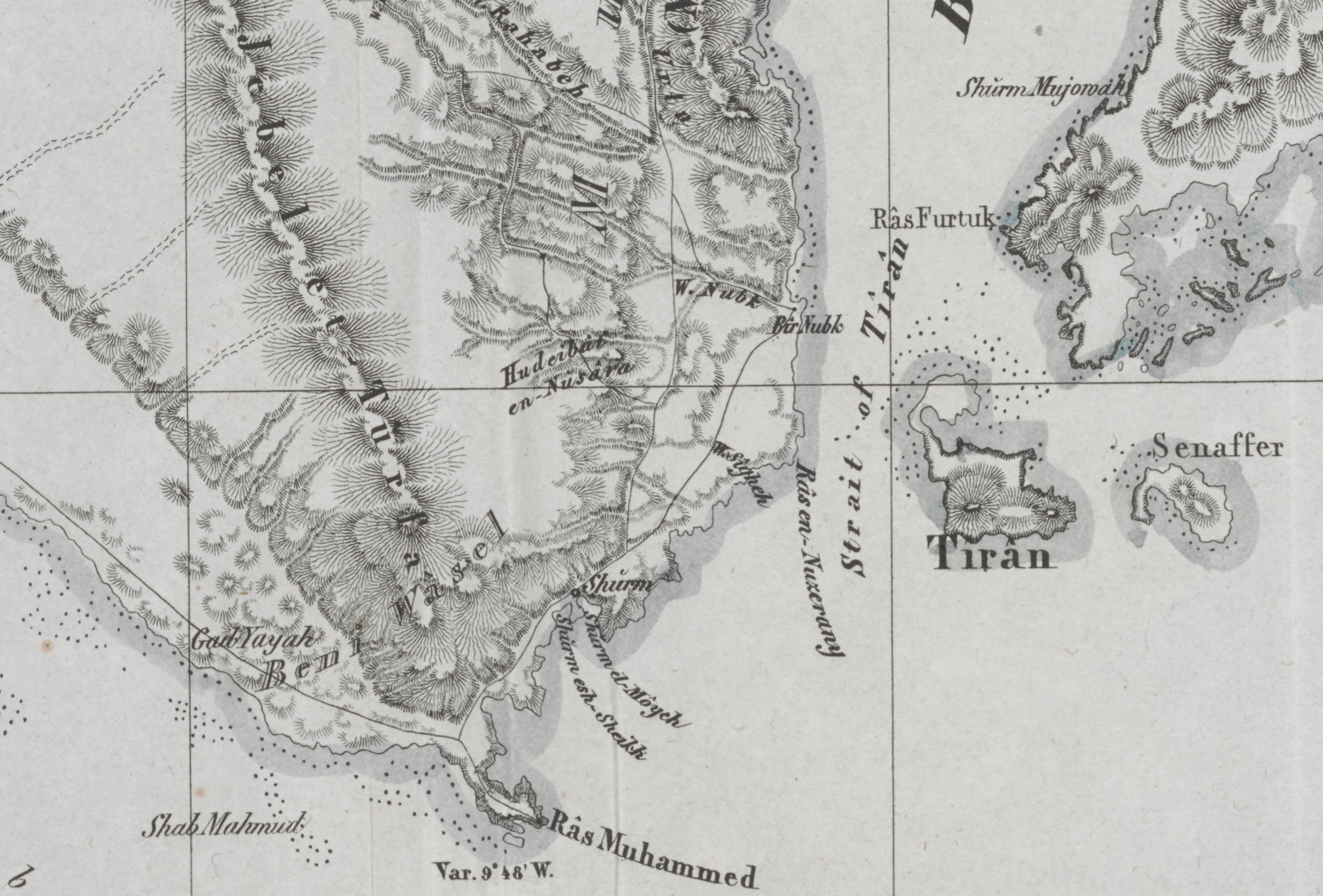
Sharm el Sheikh y el estrecho de Tirán en el mapa Kiepert de 1840 de la península del Sinaí. La ciudad de Shurm se muestra justo al norte de dos bahías: Sharm El Sheikh y Sharm El Miya شرم المية). Esta zona forma el extremo sur de la ciudad moderna.

Sharm El Sheij se encuentra en un promontorio que domina el Estrechos de Tirán en la desembocadura del golfo de Aqaba. Su importancia estratégica llevó a su transformación de un pueblo de pescadores a un importante puerto y base naval para la Armada egipcia. Fue conquistada por Israel durante la Crisis de Suez de 1956 y regresada a Egipto en 1957. Una fuerza de paz de las Naciones Unidas estuvo estacionada allí hasta 1967 cuando el presidente egipcio Gamal Abdel Nasser le ordenó retirarse, hecho que precipitó la Guerra de los Seis Días. durante el cual fue reocupada por Israel. Sharm El Sheij permaneció bajo control israelí desde 1967 hasta que la península del Sinaí fue devuelta a Egipto en 1982, después del tratado de paz entre Egipto e Israel de 1979 que se firmó en Washington D. C. Durante ese tiempo, un asentamiento israelí En la zona se construyó un edificio llamado Ofira. En 1968, Israel abrió allí una base de la fuerza aérea que funciona hoy como el Aeropuerto Internacional de Sharm el-Sheikh. A diferencia del otro conocido asentamiento del Sinaí, Yamit, Ofira no fue demolido después de que Israel cedió el control del Sinaí a Egipto tras los Acuerdos de Camp David, pero fue devuelto intacto y hoy es una próspera ciudad turística y hogar de residentes locales egipcios. El entonces presidente de Egipto, Hosni Mubarak, designó a Sharm El Sheikh como La Ciudad de la Paz en 1982 y el gobierno egipcio inició una política para fomentar un mayor desarrollo de la ciudad. Los empresarios e inversores egipcios, junto con inversores globales, contribuyeron a la construcción de varios megaproyectos, incluidas mezquitas e iglesias. La ciudad es ahora un destino turístico internacional y las leyes de zonificación ambiental limitan la altura de los edificios para evitar oscurecer la belleza natural de los alrededores.
Se adoptó un enfoque de planificación jerárquica para el Golfo de Aqaba, mediante el cual los componentes del área fueron evaluados y subdivididos en zonas, ciudades y centros. De acuerdo con este enfoque, la zona del golfo de Aqaba se subdividió en cuatro ciudades: Taba, Nuweiba, Dahab y Sharm El Sheikh. La ciudad de Sharm El Sheikh se ha subdividido en cinco centros homogéneos: Nabq, Ras Nusrani, Naama Bay, Umm Sid y Sharm El Maya.
La ciudad de Sharm El Sheikh, con Naama Bay, Hay el Nour, Hadaba, Rowaysat, Montazah y Shark's Bay forman un área metropolitana.
El sitio frente a la costa de los emplazamientos de armas en Ras Nasrani, frente a la isla Tiran, es ahora una zona de buceo.
En 2005, el complejo fue afectado por los ataques terroristas de Sharm El Sheikh, llevados a cabo por una organización islamista extremista que tenía como objetivo la industria turística de Egipto. Ochenta y ocho personas murieron, la mayoría de ellas egipcias, y más de 200 resultaron heridas en el ataque, lo que lo convierte en el segundo ataque terrorista más mortífero en la historia del país.
La ciudad ha acogido una serie de importantes conferencias de paz en Oriente Medio, incluido el acuerdo del 4 de septiembre de 1999 para restaurar el autogobierno palestino en la Franja de Gaza. Se celebró una segunda cumbre en Sharm el 17 de octubre de 2000 tras el estallido de la segunda Intifada palestina, pero no logró poner fin a la violencia. El 3 de agosto de 2005 se celebró en la ciudad una cumbre sobre los acontecimientos en el mundo árabe, como la situación en el conflicto árabe-israelí. Nuevamente en 2007 tuvo lugar una importante reunión ministerial en Sharm, donde los dignatarios discutieron la reconstrucción iraquí. El Foro Económico Mundial sobre Oriente Medio fue organizado en Sharm El Sheikh en 2006 y 2008.

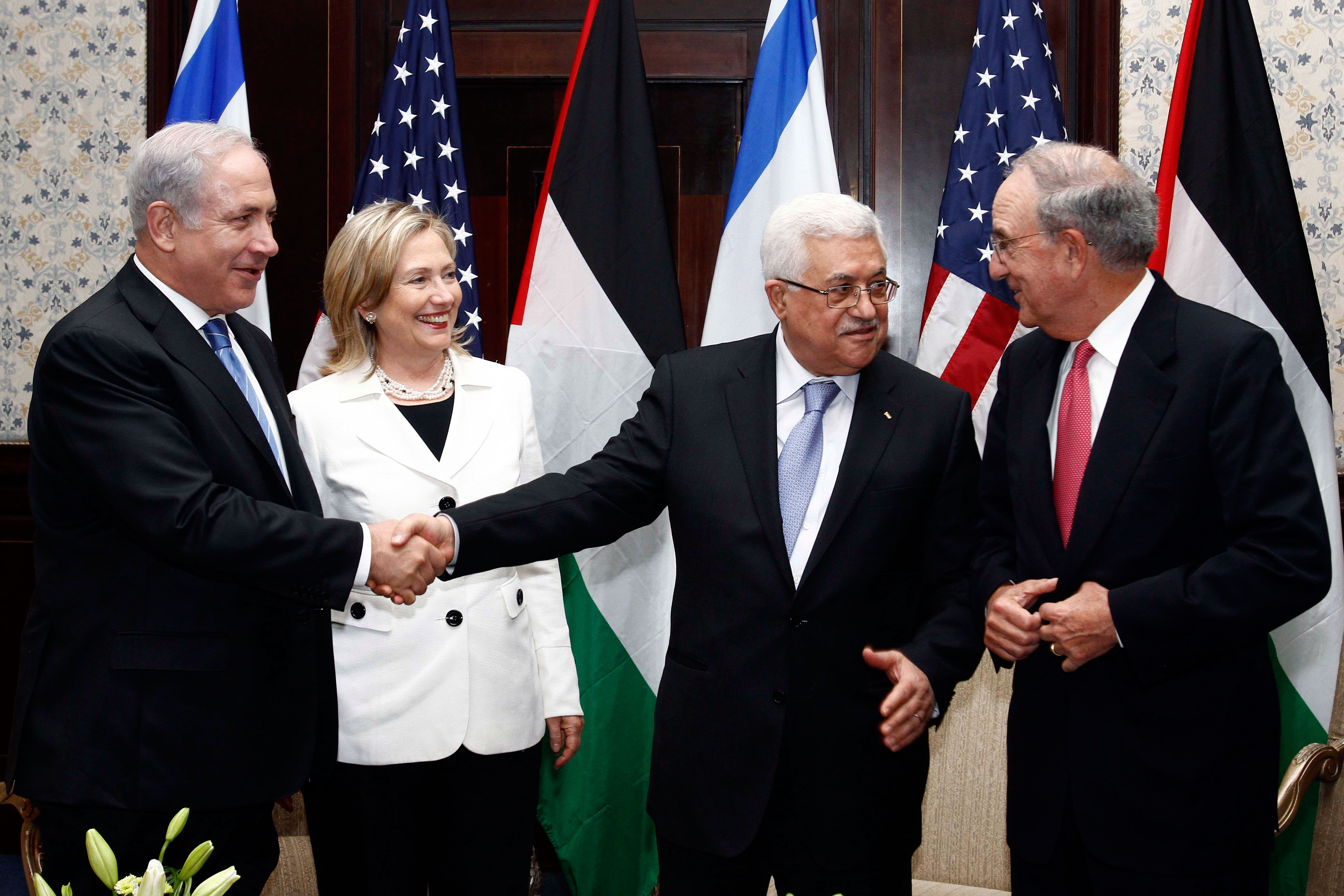
La ciudad ha sido sede de una serie de importantes conferencias de paz en Oriente Medio, incluidas las conversaciones de paz entre israelíes y palestinos de 2010-2011.

En medio de las protestas egipcias de 2011, el entonces presidente Mubarak supuestamente fue a Sharm El Sheij y renunció allí el 11 de febrero de 2011.
En noviembre de 2022 se celebró en Sharm El Sheikh la Conferencia de las Naciones Unidas sobre el Cambio Climático (COP27). Esta conferencia dio lugar a la creación del primer fondo de pérdidas y daños.

## Clima
La ciudad experimenta un clima árido subtropical, clasificado por el sistema Köppen-Geiger como desierto cálido (BWh). Las temperaturas están apenas por debajo de las de un clima tropical . Las temperaturas típicas oscilan entre 18 y 23 °C (64 a 73 °F) en enero y 33 a 37 °C (91 a 99 °F) en agosto. La temperatura del Mar Rojo en esta región oscila entre 21 y 28 °C (70 a 82 °F) a lo largo del año.
Marsa Alam, Kosseir y Sharm El Sheikh tienen las temperaturas nocturnas invernales más cálidas de las ciudades y centros turísticos de Egipto.
La temperatura más alta registrada fue de 46 °C (115 °F) el 3 de junio de 2013, y la temperatura más baja registrada fue de 5 °C (41 °F) el 23 de febrero de 2000.

## Economía y turismo

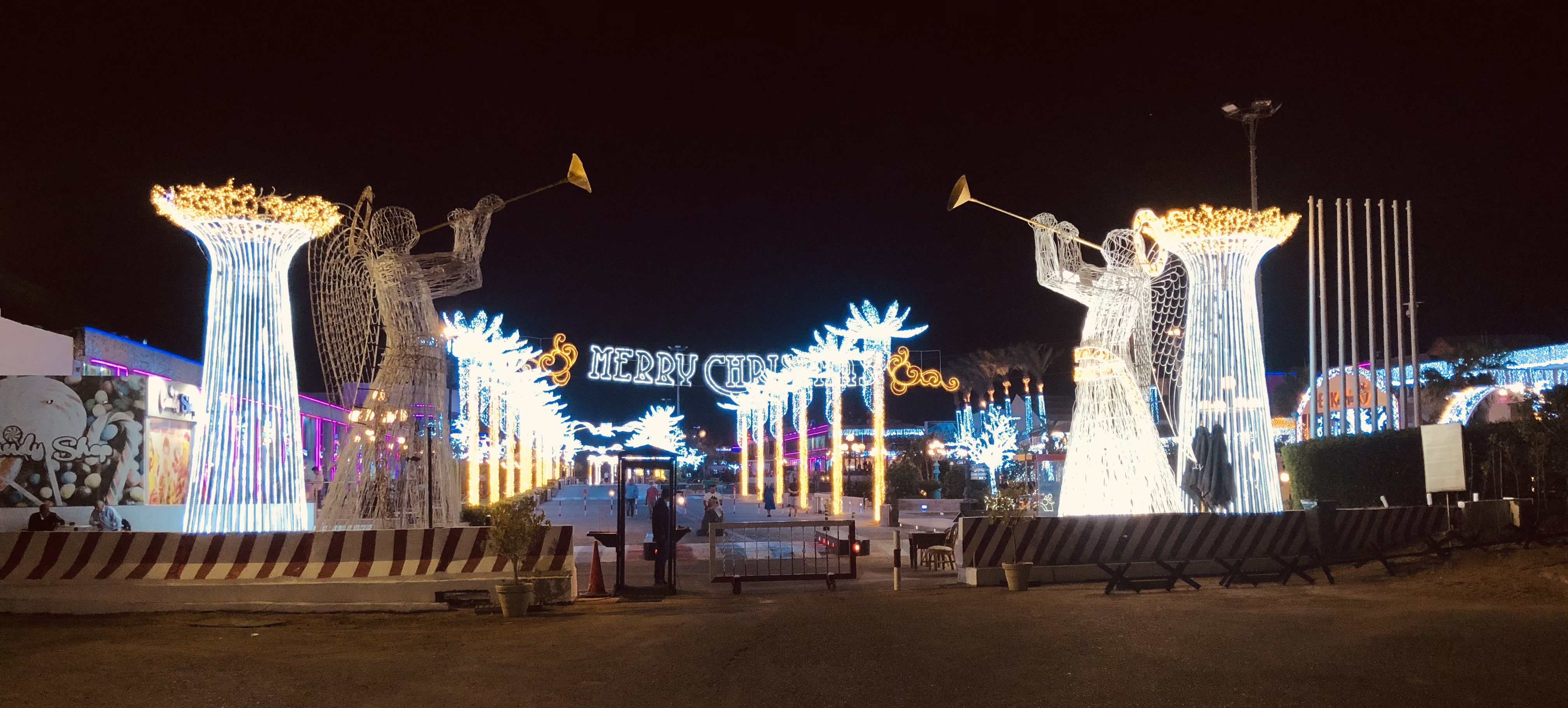
Plaza Soho en Sharm El Sheikh

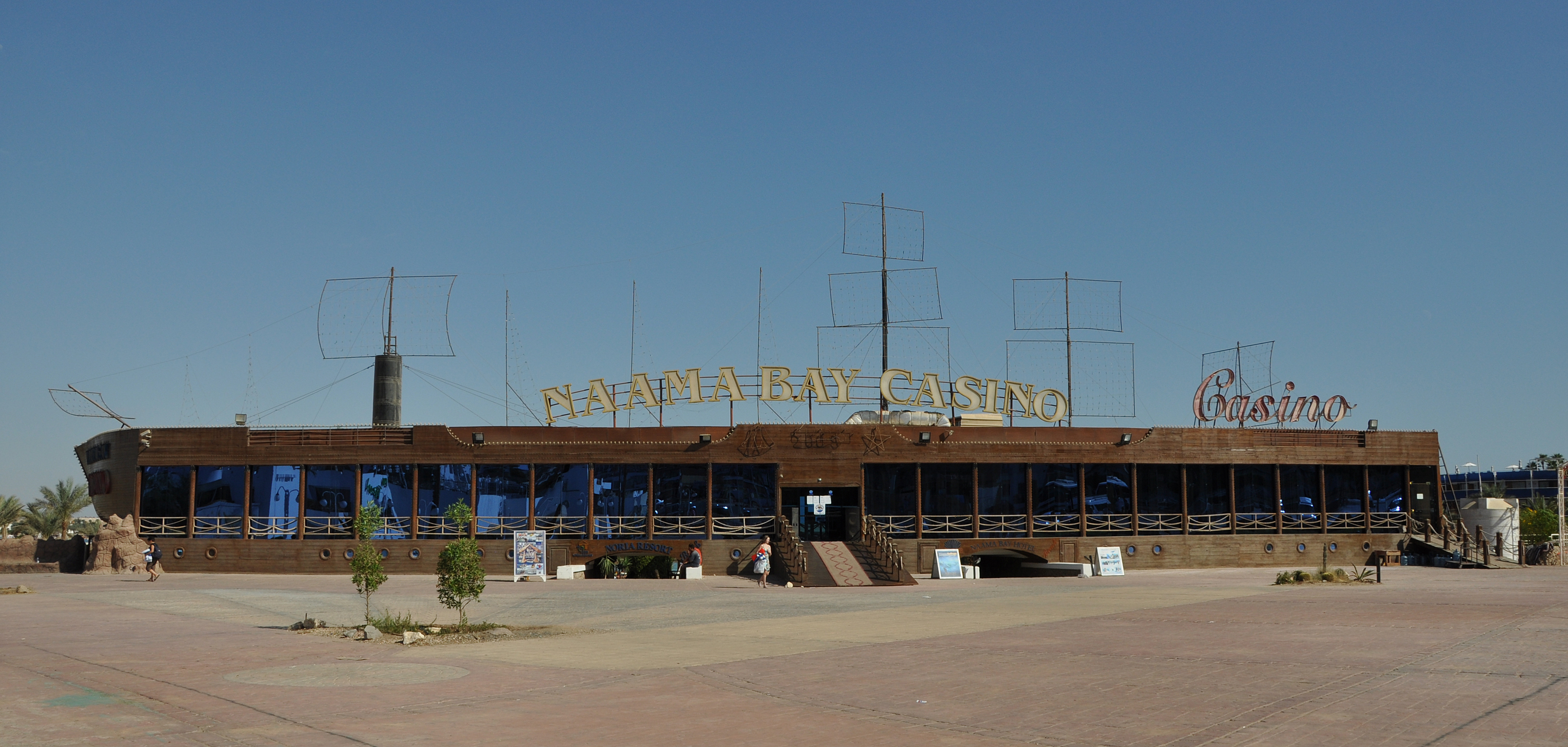
Casino de la Bahía de Naama (Naama Bay Casino)

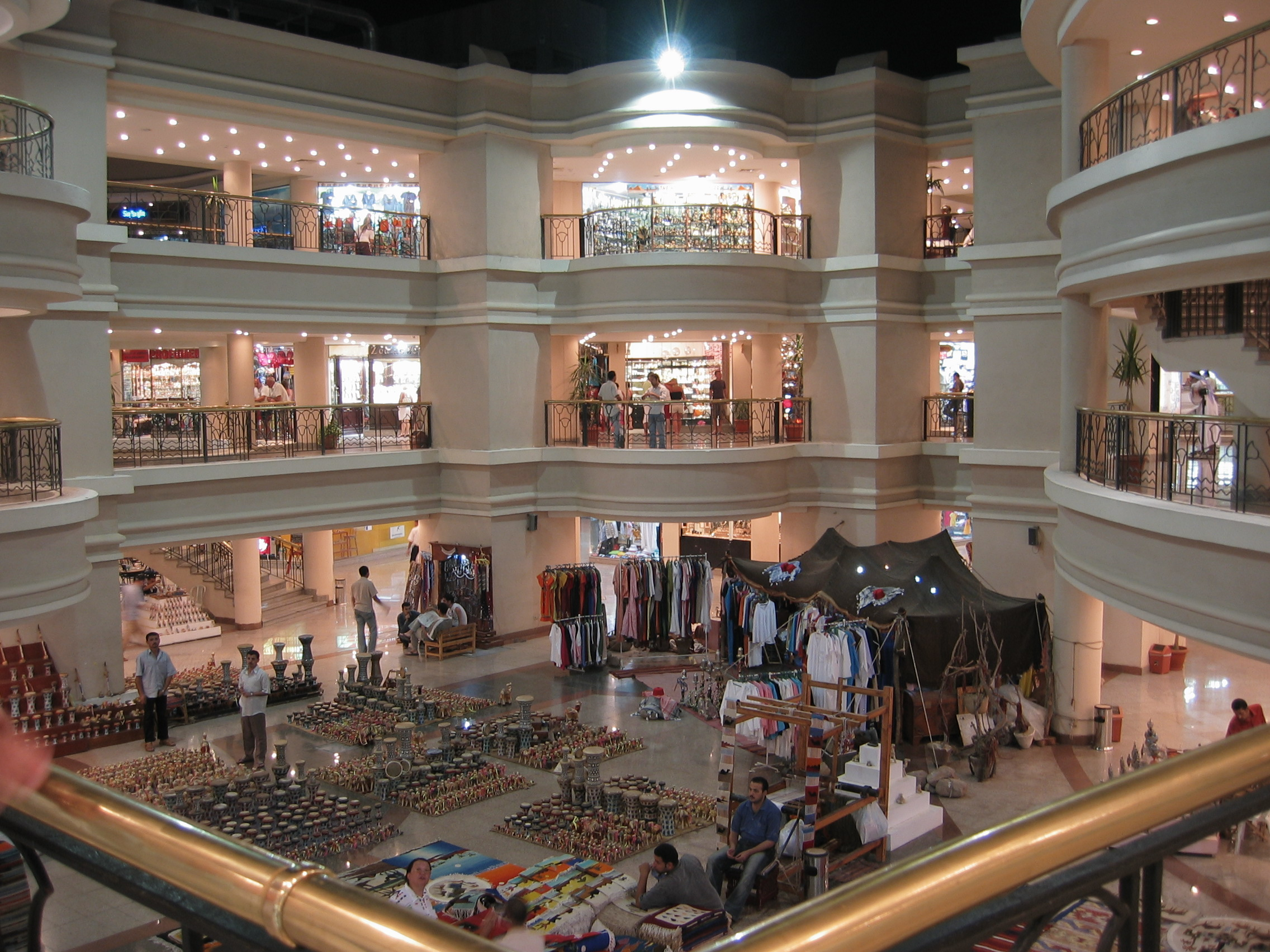
Centro Comercial de la Bahía de Naaba (Naama Bay mall)

La principal industria de Sharm El Sheij es el turismo nacional y extranjero, debido a su paisaje, su clima seco durante todo el año con veranos largos e inviernos cálidos y sus largas playas. Sus aguas son claras y tranquilas durante la mayor parte del año y se han vuelto populares para diversos deportes acuáticos, particularmente buceo recreativo y snorkel. Hay posibilidades para el turismo científico debido a la diversidad de la vida marina: 250 arrecifes de coral diferentes y 1000 especies de peces.
Estos recursos naturales, junto con su proximidad a los mercados turísticos de Europa, han estimulado el rápido crecimiento del turismo en la región. El número de complejos turísticos aumentó de tres en 1982 a noventa y uno en 2000. Las noches de huéspedes también aumentaron en ese período de dieciséis mil a 5,1 millones. Entre las empresas hoteleras internacionales que actualmente operan en la ciudad se encuentran Accor (Mövenpick, Novotel, Rixos), Deutsche Hospitality (Steigenberger), Four Seasons, Hilton (DoubleTree), Marriott (Renacimiento, Sheraton ) y Rotana, con categorías de tres a cinco estrellas. En 2007 se inauguró el primer complejo hotelero con parque acuático en la zona. El Aqua Blu Sharm Resort de cuatro estrellas fue construido en Ras Om El Seid, con una superficie de 133.905 metros cuadrados (1.441.340 pies cuadrados).
Sharm también alberga un centro de congresos, ubicado a lo largo de Peace Road, donde se han celebrado reuniones políticas y económicas internacionales, incluidas conferencias de paz, reuniones ministeriales, reuniones del banco mundial y reuniones de la Liga Árabe. El Centro Internacional de Congresos Maritim Sharm El Sheij puede albergar eventos y congresos para hasta 4.700 participantes.
Hay vida nocturna en Sharm El Sheij. Los coloridos puestos de artesanía de la cultura beduina local son una atracción popular. El Parque Nacional Ras Muhammad, en el extremo sur de la península, ha sido designado parque nacional, protegiendo la vida silvestre, el paisaje natural, la costa y los arrecifes de coral de la zona. Hay varios hoteles y restaurantes internacionales en el centro de Sharm, en la zona conocida como Naama Bay, con campos de golf y otras instalaciones de ocio más arriba en la costa.
El Área Protegida de Recursos Administrados de Nabq es un área de 600 kilómetros cuadrados (230 millas cuadradas) de manglares, arrecifes de coral, dunas fértiles, aves y vida silvestre.
A partir de 2012, los nacionales de la UE y los EE. UU. no necesitan visa para viajar a Sharm El Sheij si la visita es de catorce días o menos, aunque aquellos que viajan fuera del área del Sinaí aún pueden necesitar una visa, que se puede comprar por una pequeña tarifa a la llegada. Los visitantes a menudo hacen cola para comprar una visa después de ingresar al aeropuerto al aterrizar.

### Incidentes de vuelo
El 23 de agosto de 2015, el vuelo 476 de Thomson Airways, que se acercaba a Sharm El Sheikh al final de un vuelo desde el aeropuerto Stansted de Londres con 189 pasajeros a bordo, tomó medidas evasivas para evitar un misil que se dirigía hacia él. el misil no alcanzó el avión por unos 1000 pies (300 metros) y el avión aterrizó de forma segura. Una investigación del Reino Unido concluyó que el misil era un misil de las fuerzas armadas egipcias que se había desviado de un ejercicio militar, aunque el gobierno egipcio dijo que el vuelo nunca estuvo en riesgo. 
El 31 de octubre de 2015, mientras volaba de Sharm El Sheikh a San Petersburgo, el vuelo 9268 de Metrojet fue destruido por una bomba sobre el norte del Sinaí después de su salida del Aeropuerto Internacional de Sharm El Sheikh, matando a las 224 personas a bordo, Estado Islámico del Iraq y el Levante (EIIL) se atribuyó la responsabilidad de este incidente. Esto provocó la repatriación de turistas británicos y rusos a partir del 5 de noviembre de 2015. Tras estos acontecimientos, muchos países ordenaron la suspensión de todos los vuelos a Sharm El Sheikh. Estas suspensiones se fueron levantando gradualmente a medida que mejoró la situación de seguridad, y el gobierno del Reino Unido puso fin a su prohibición de vuelos directos el 22 de octubre de 2019. El proceso de levantamiento de las suspensiones de vuelos se completó el 9 de agosto de 2021, cuando la primera Vuelo directo desde Rusia desde noviembre de 2015 (operado por Rossiya Airlines ) aterrizó en el Aeropuerto Internacional de Sharm El Sheikh.

## Transporte
Las farolas de la calle El Salaam utilizan energía solar. Los taxis y autobuses están numerados por seguridad.
El puerto deportivo de Sharm ha sido remodelado para yates y veleros privados, con una terminal de pasajeros para cruceros.
La ciudad cuenta con el aeropuerto internacional de Sharm El Sheikh , el tercer aeropuerto más grande de Egipto.
Sharm tiene servicios frecuentes de autocares a El Cairo que salen de la estación de autobuses Delta Sharm.

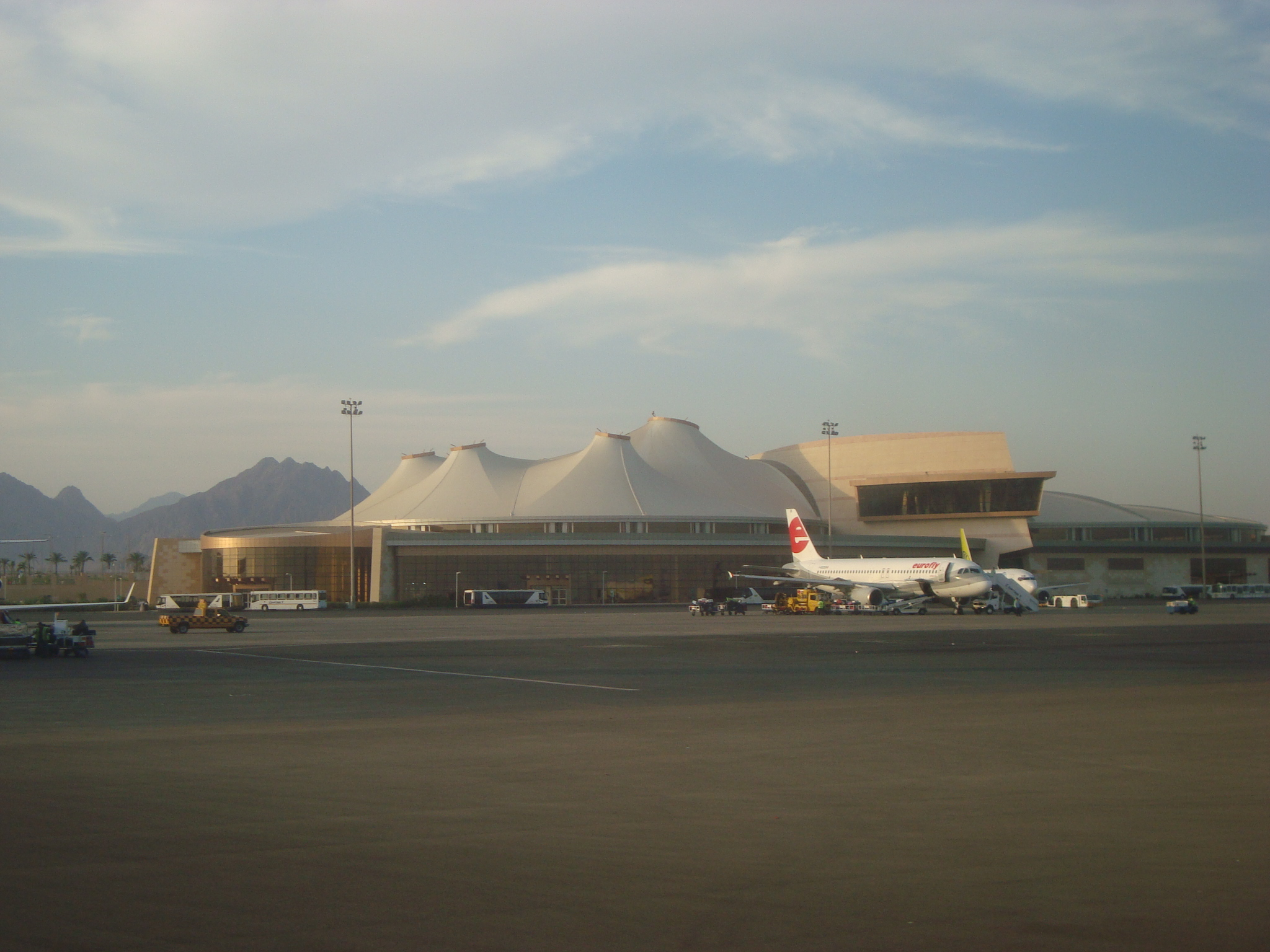
Aeropuerto Inetrnacional Sharm El Sheij
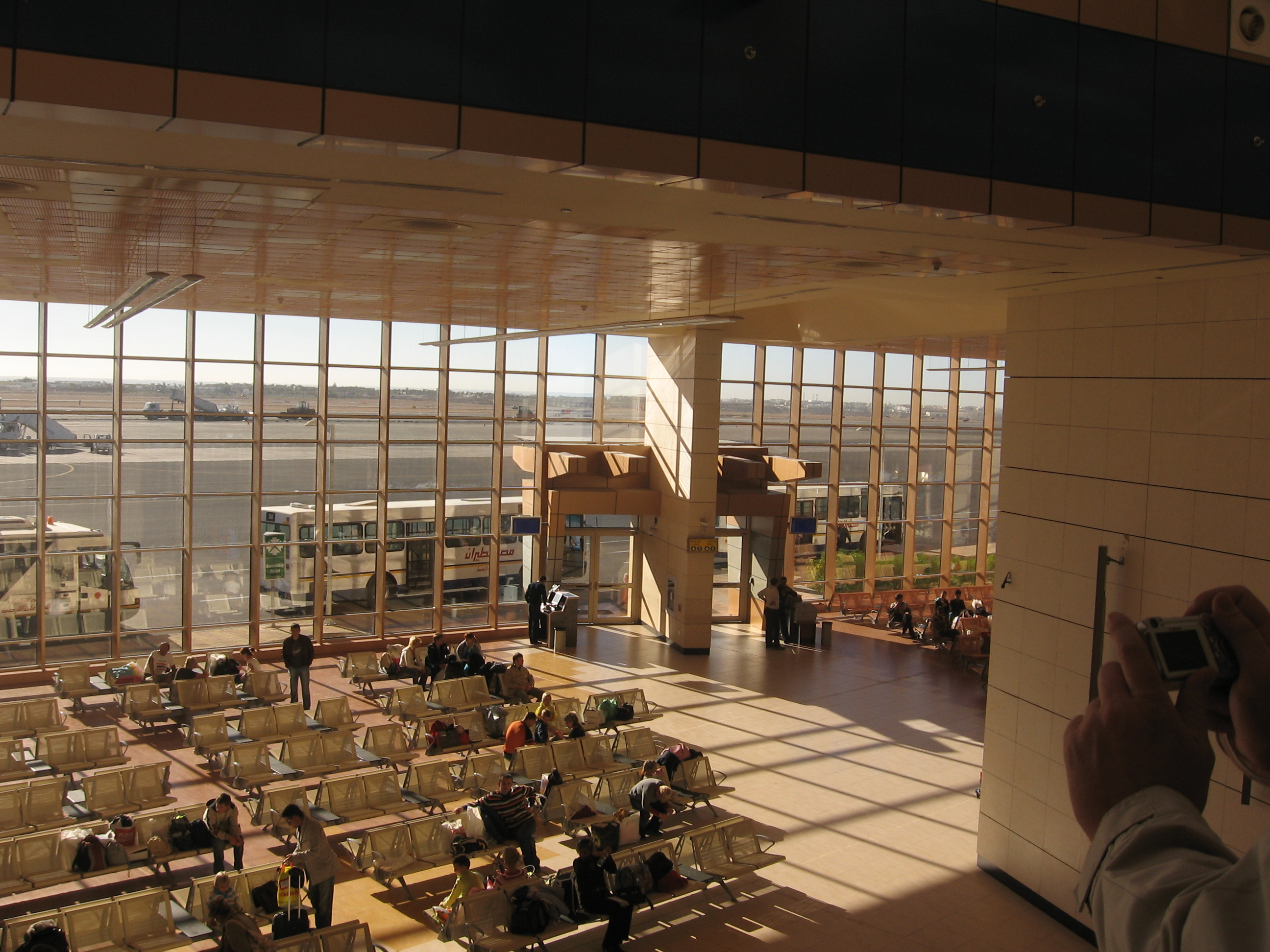
Sala de embarque

## Buceo y deportes acuáticos
Sharm El Sheikh se ha convertido en un lugar popular para el buceo como resultado de su paisaje submarino y sus cálidas aguas. Otras actividades en la playa incluyen snorkel, windsurf, kitesurf, paravelismo, paseos en bote y piragüismo.
El Parque Nacional Ras Muhammad está ubicado en el extremo sur de la península del Sinaí, donde se encuentran las aguas del Mar Rojo y el Golfo de Suez, lo que produce fuertes corrientes y proporciona un hábitat para diversa vida marina. Dos arrecifes populares entre los buceadores son Shark Reef, una pared vertical que desciende a más de 800 metros (2600 pies), y Yolanda Reef, el sitio del naufragio del Yolanda.
Los estrechos de Tirán están situados en la desembocadura del golfo de Aqaba y en una importante ruta marítima. Hay cuatro arrecifes allí, cada uno de los cuales lleva el nombre de uno de los cartógrafos británicos que los cartografió por primera vez: Gordon, Thomas, Woodhouse y Jackson. En los meses de verano, los tiburones martillo nadan en bancos cerca de los arrecifes.
El Centro Médico Hiperbárico de Sharm El Sheikh fue fundado en 1993 por el Ministerio de Turismo de Egipto con una subvención de USAID, para ayudar con afecciones médicas relacionadas con el buceo.

### Ataques de tiburones
El 1 de diciembre de 2010, cuatro turistas (tres rusos y un ucraniano) fueron atacados y heridos por uno o varios tiburones oceánicos de punta blanca en tres incidentes distintos frente a Sharm El Sheikh. Una víctima perdió una pierna y otra un brazo. Las autoridades egipcias afirmaron que el tiburón responsable de los ataques había sido capturado vivo, pero la industria del buceo cuestionó la identificación, basándose en testigos presenciales y pruebas fotográficas. Cuatro días después, el 5 de diciembre, una anciana alemana fue atacada y asesinada por un tiburón mientras practicaba snorkel en el resort.

## Educación
- Escuelas de San José
- Escuela Experimental Fayroz
- Escuela de octubre de Geel
- Universidad de Sharm
- Escuela británica de Sharm
- Universidad Internacional King Salman, campus de Sharm El Sheij

## Ciudades hermanas
- Áqaba,  Jordania (desde Diciembre 2015)
- Arzachena,  Italia
- Hévíz,  Hungría (desde 2013)
- Swakopmund,  Namibia (desde Junio de 2008)
- Yalta,  Ucrania (desde 2009)

## Galería

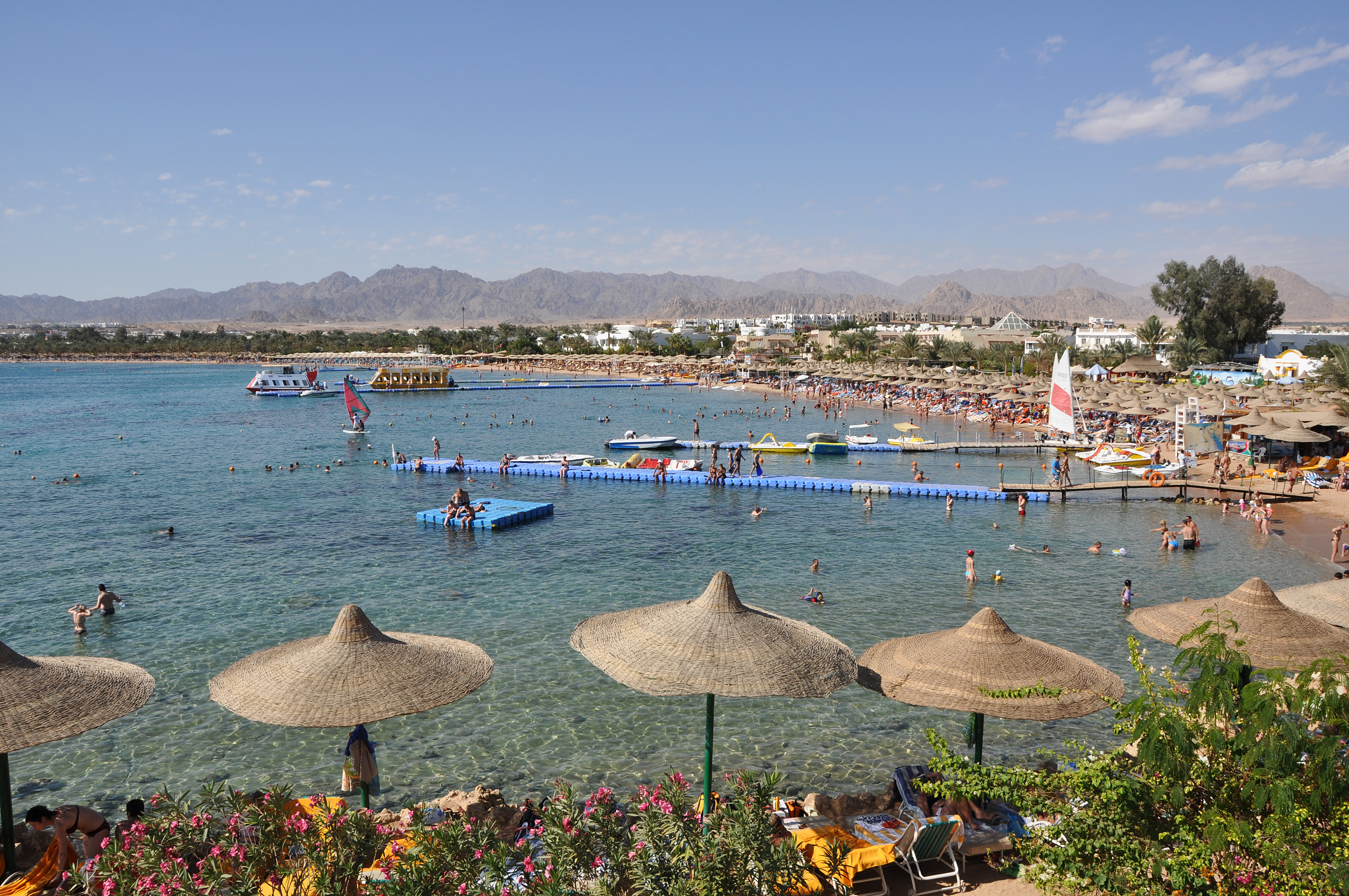
Playa de Naama
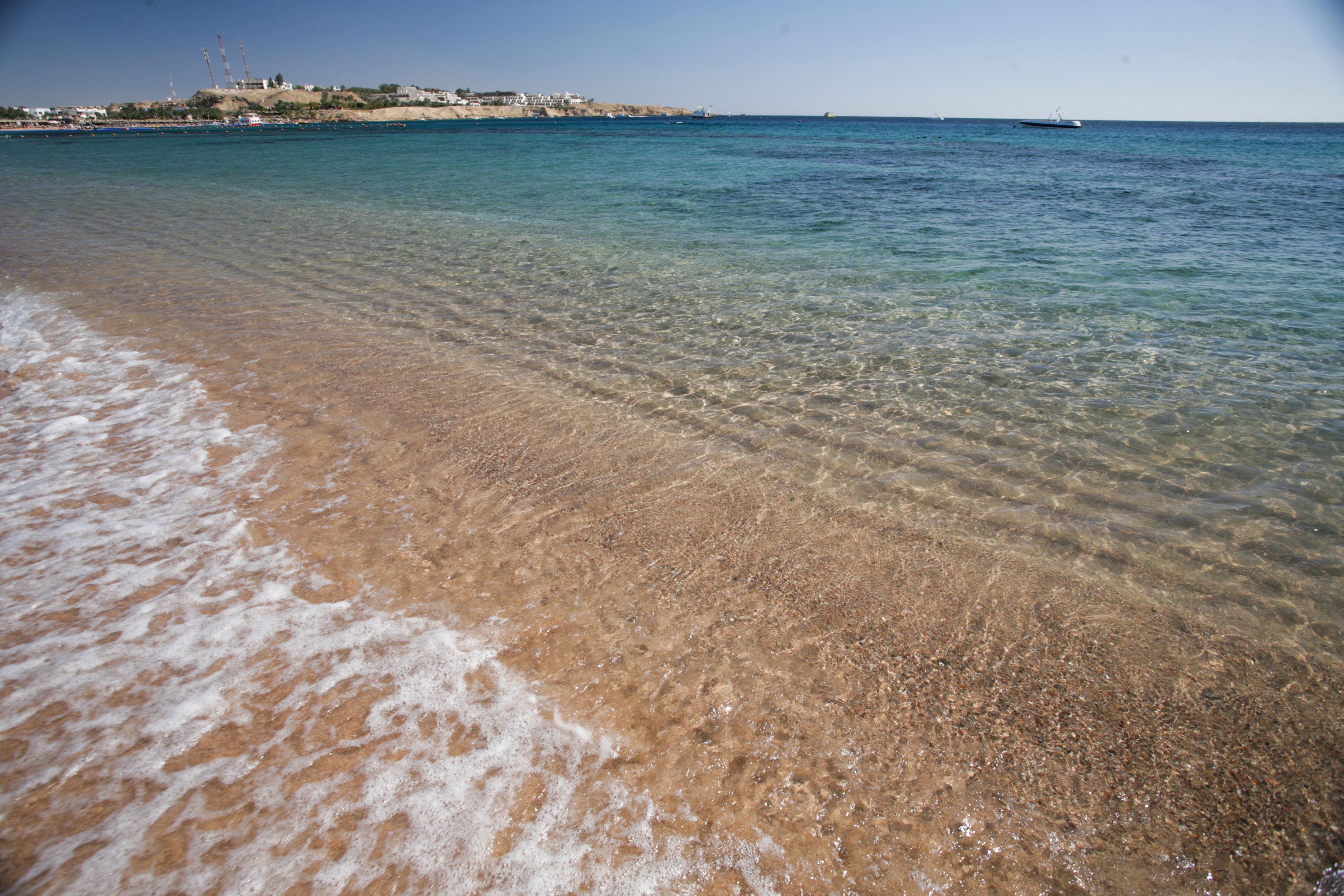
Playa de Naama
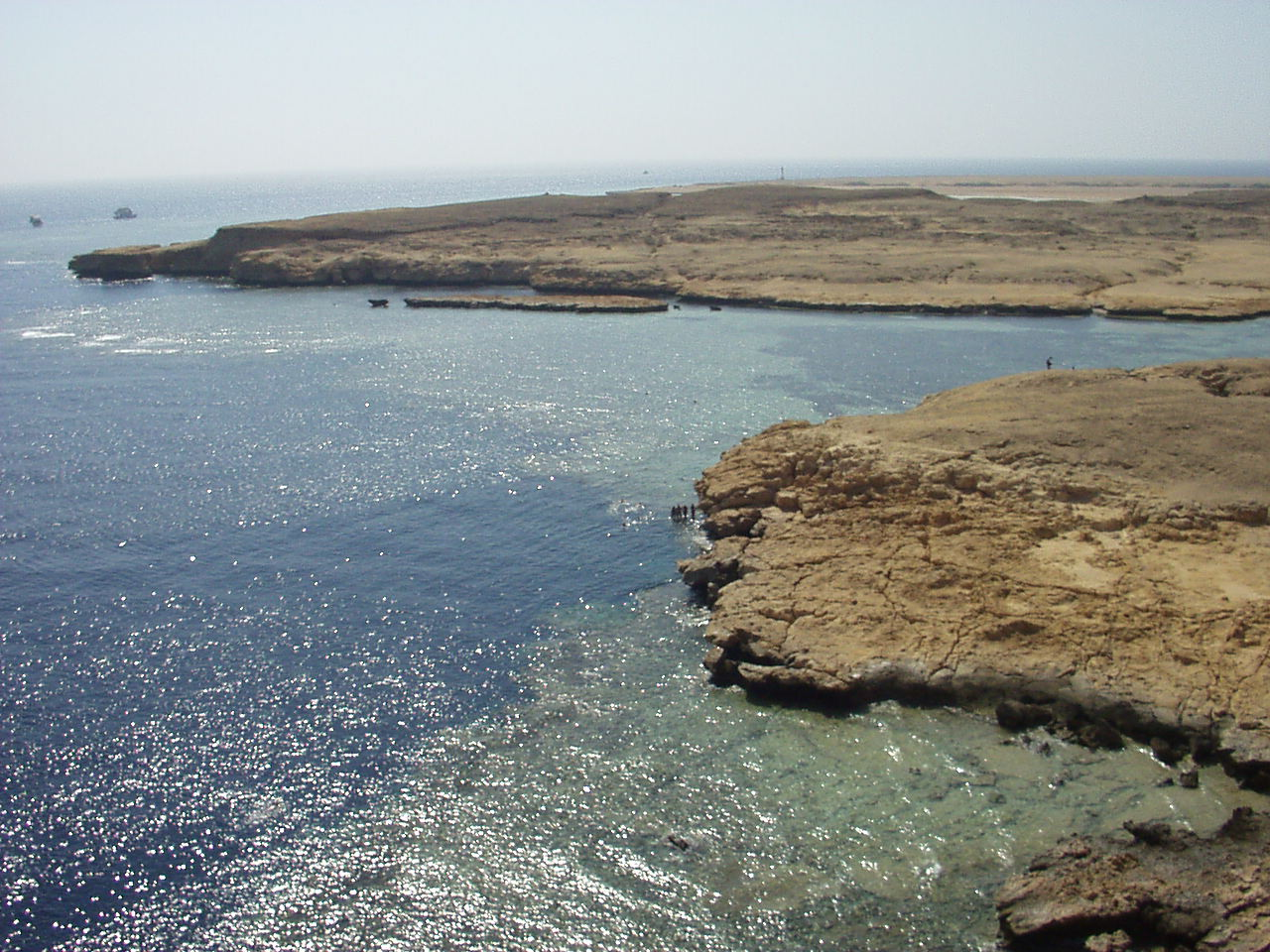
Parque Nacional Ras Muhammad
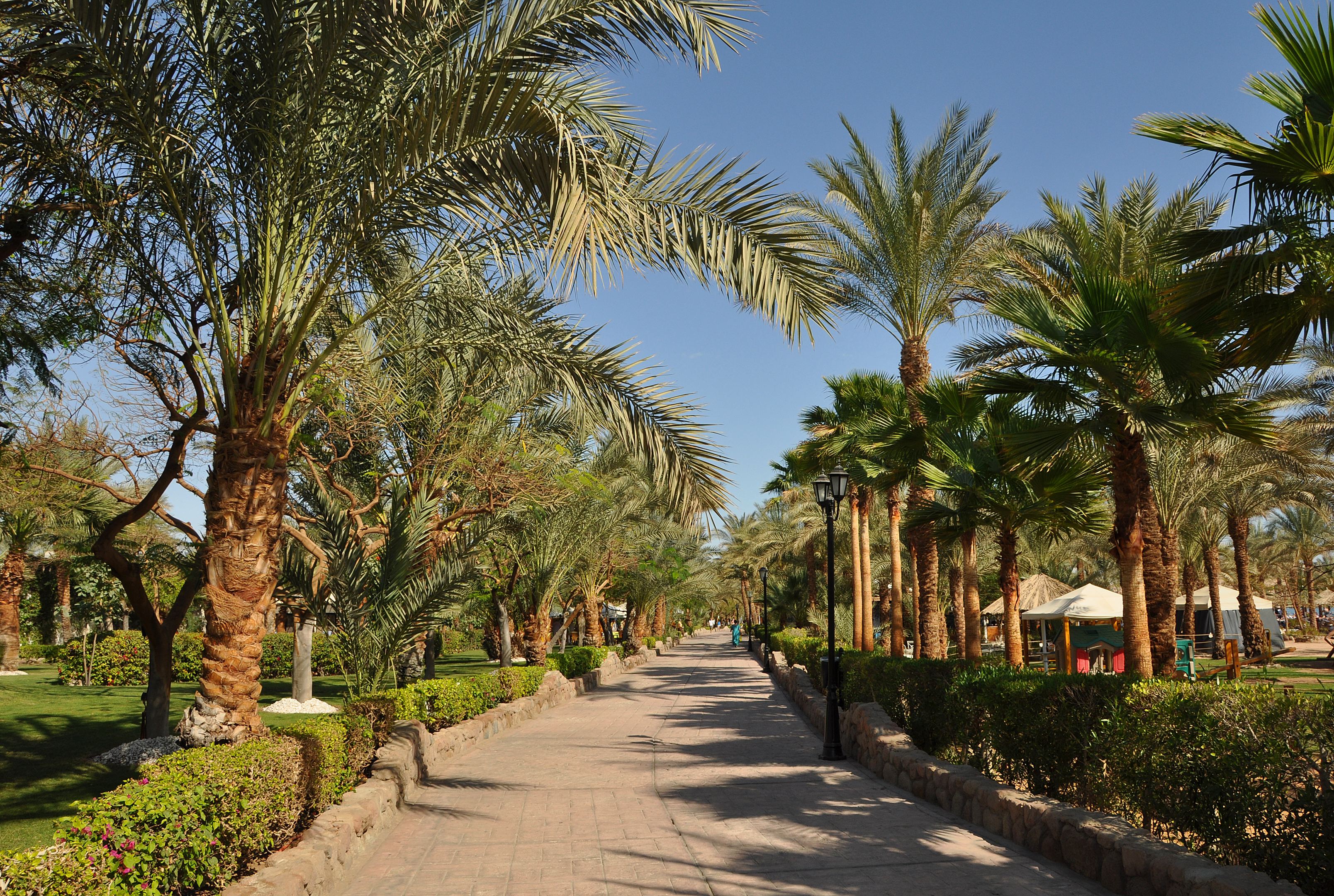
Paseo de la bahía de Naama
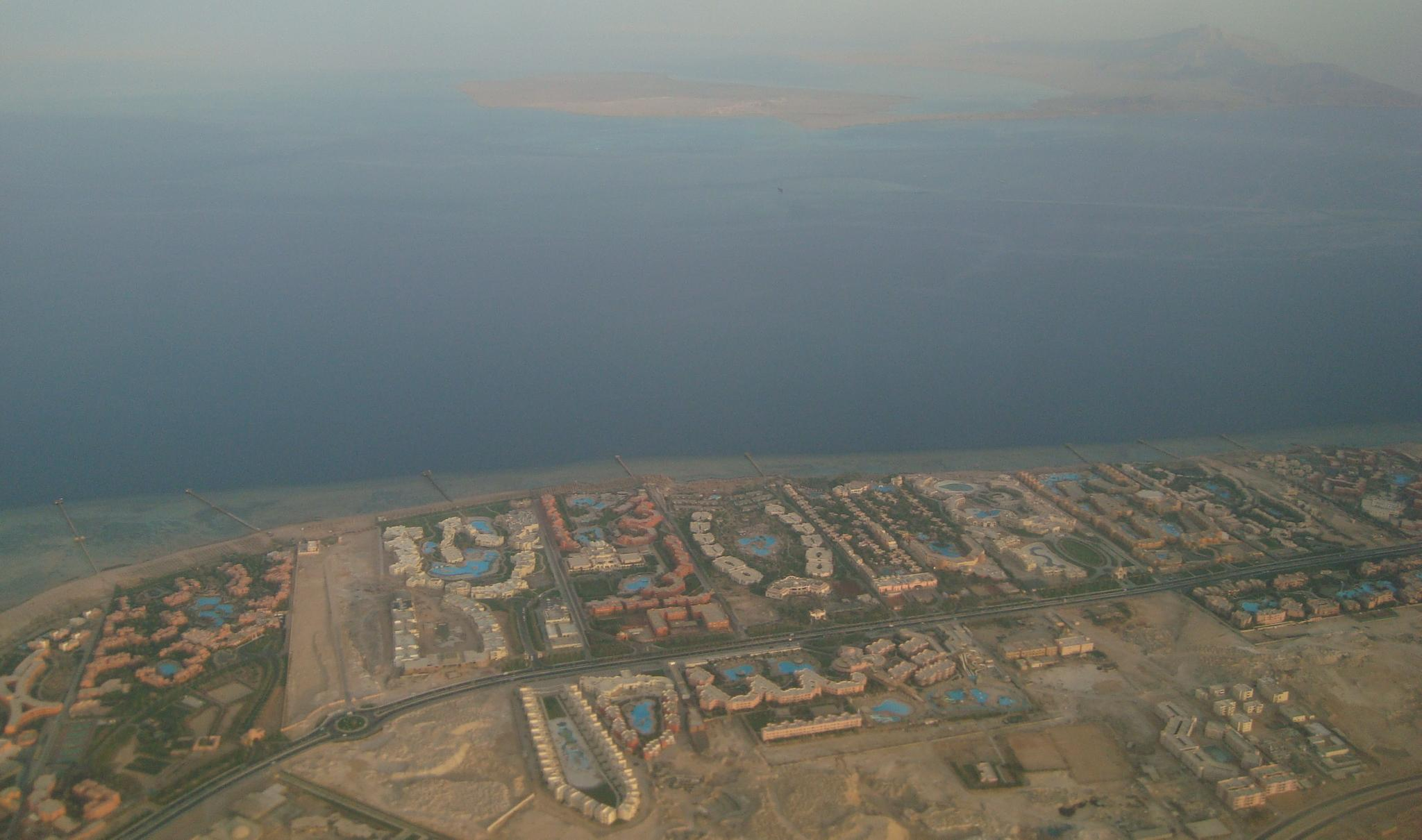
Vista aérea
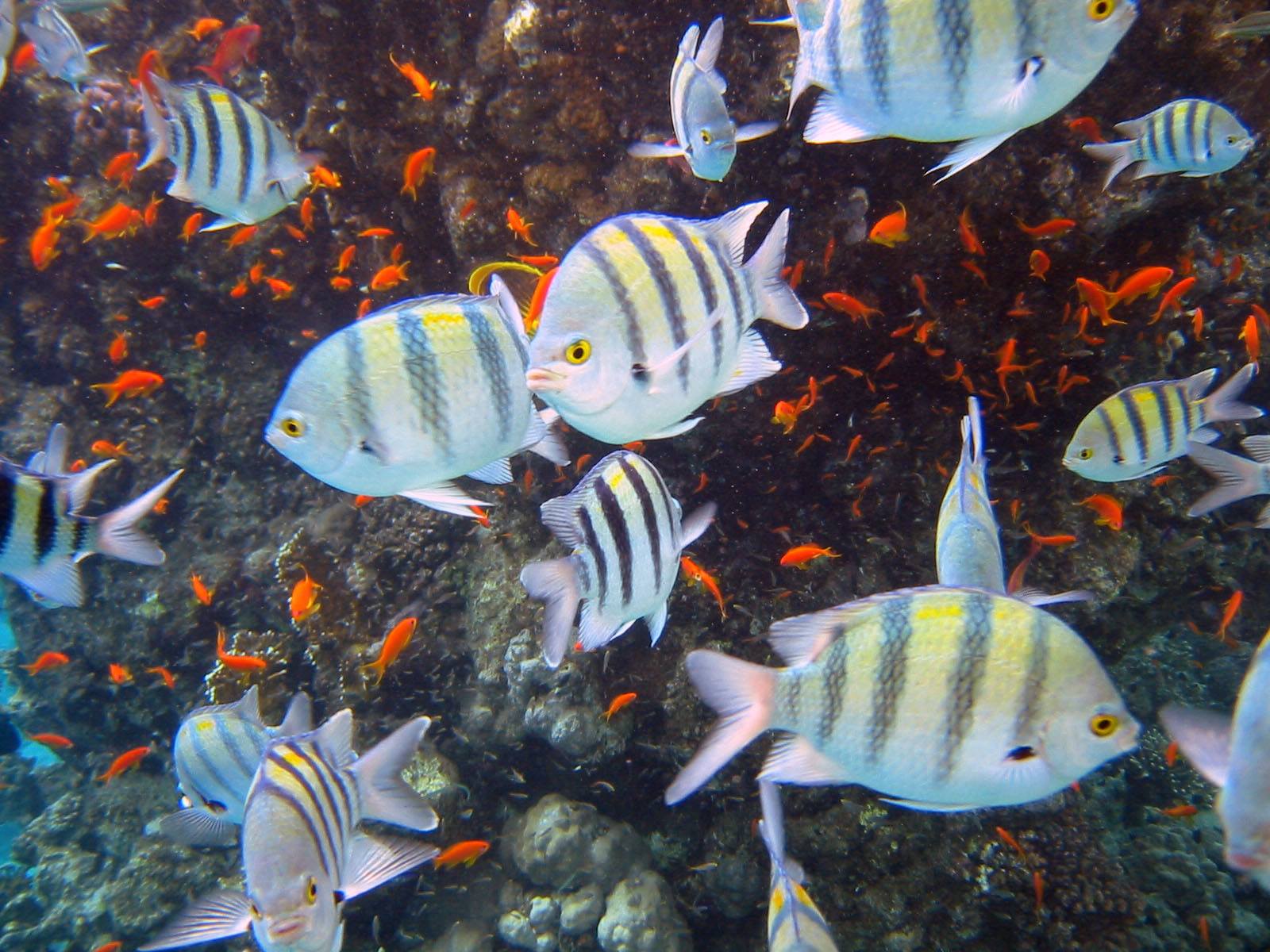
Arrecife del Mar Rojo
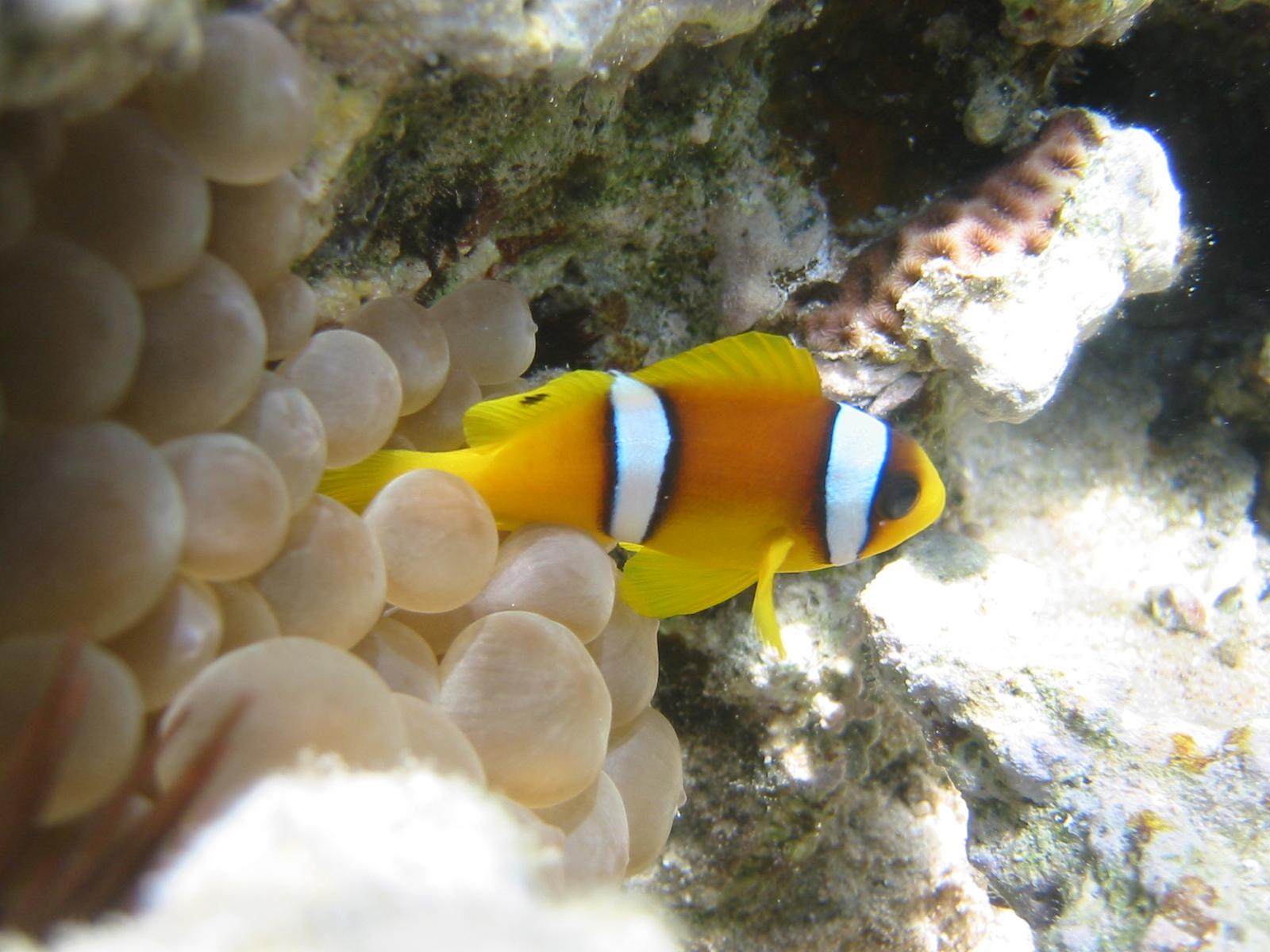
Arrecife del Mar Rojo
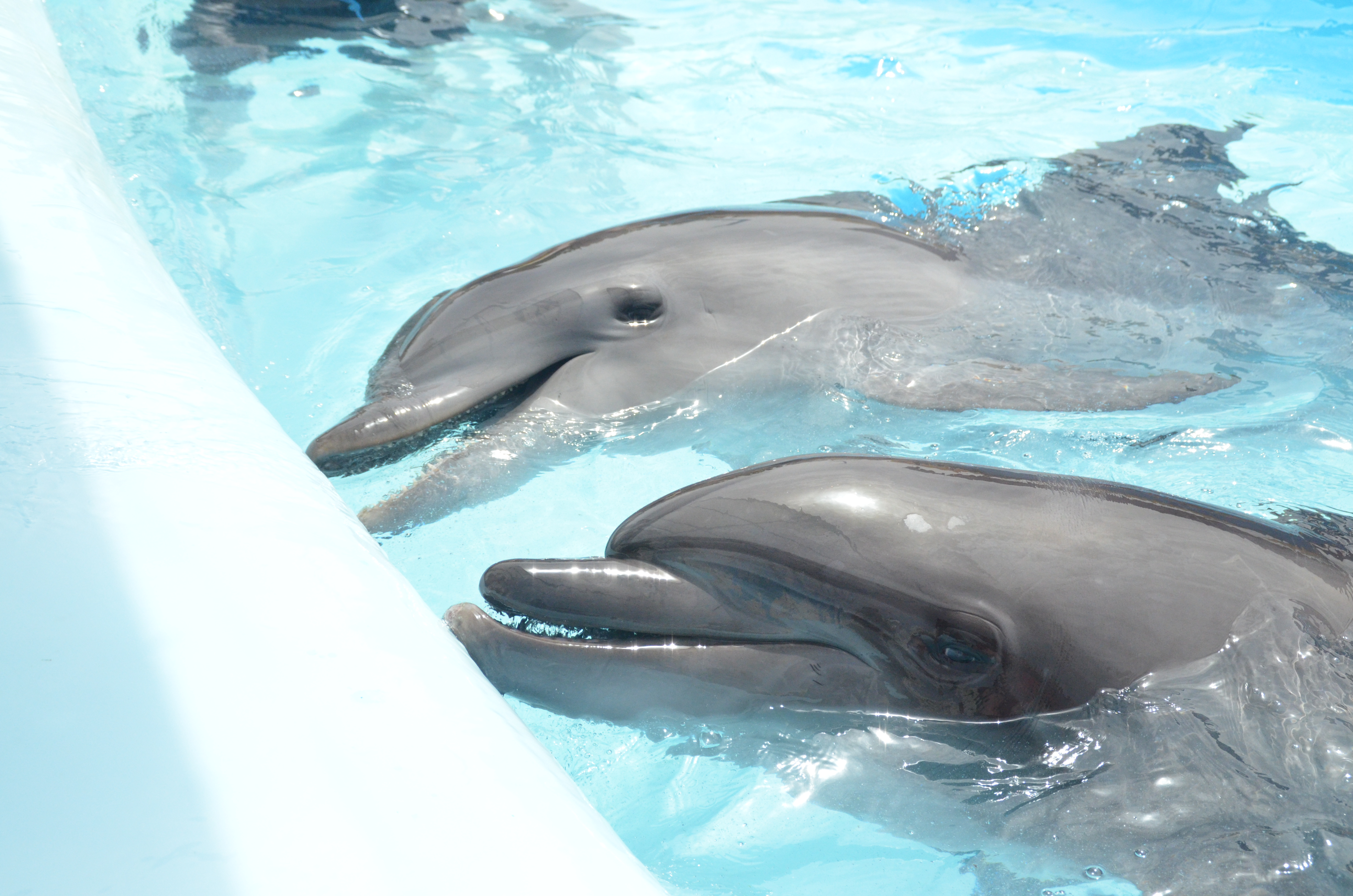
Delfines nariz de botella en un delfinario local
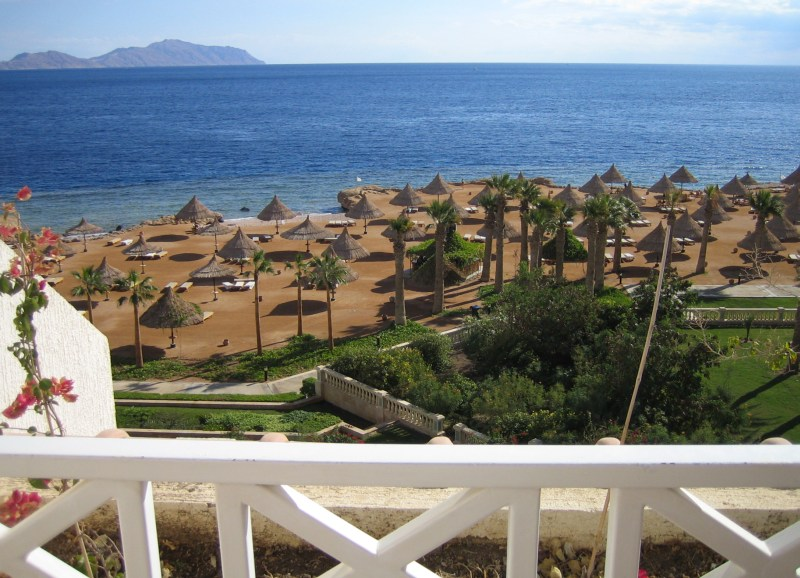
Vista del Mar Rojo desde un hotel resort local
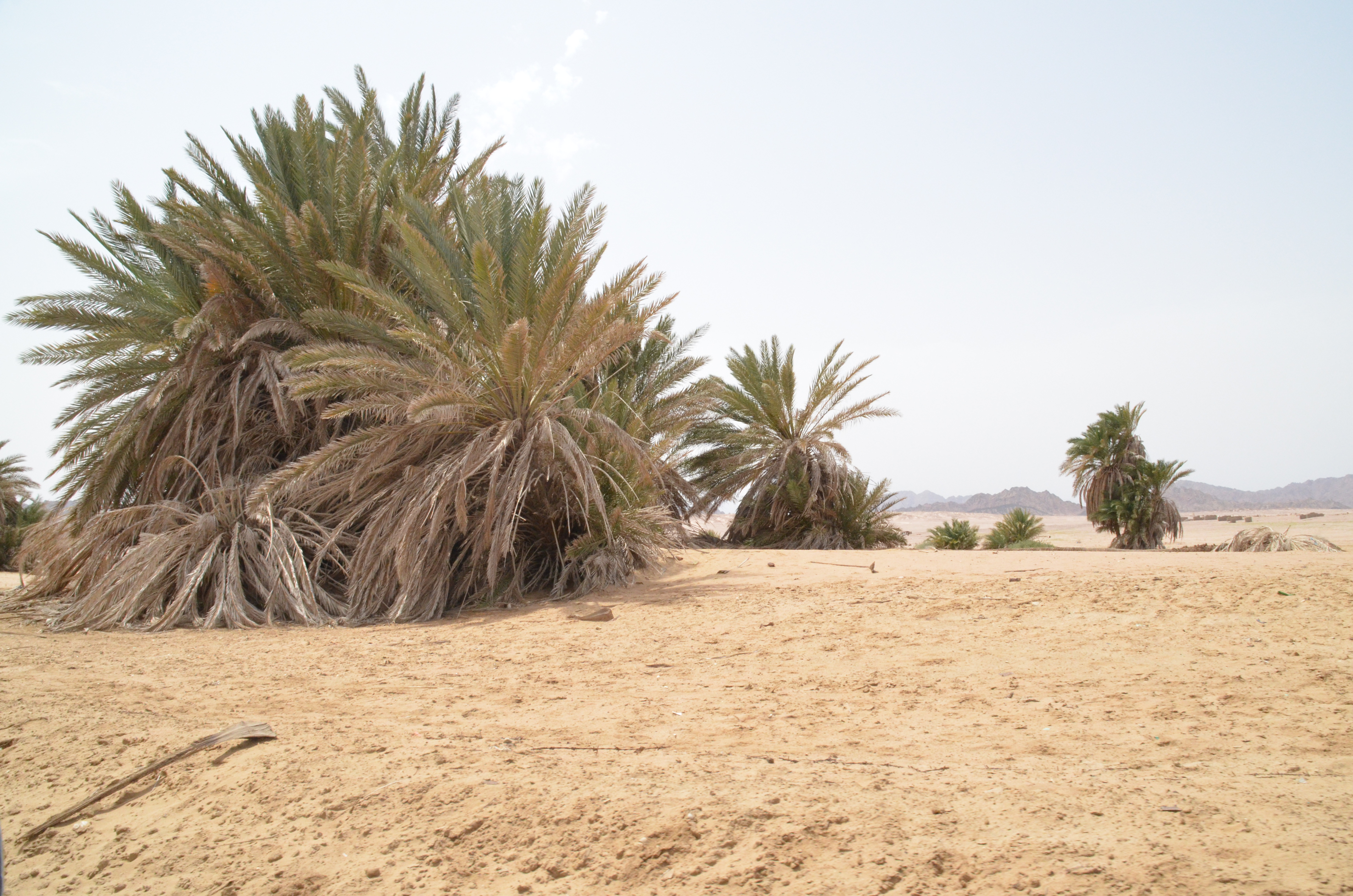
Área protegida de Nabq